# Casa Verdeny
La Casa Verdeny és un edifici del municipi de Tremp (Pallars Jussà) protegida com a bé cultural d'interès local.

## Descripció
Es tracta d'un edifici situat en la cantonada entre la Rambla del Dr. Pearson i el carrer Barcelona. Immoble aixamfranat, entre mitgeres i de tres plantes d'alçada, dos habitatges per planta, terrat i golfes
És un edifici aixamfranat entre mitgeres de tres plantes d'alçada, terrat i golfes, aquestes darreres de més tardana construcció.

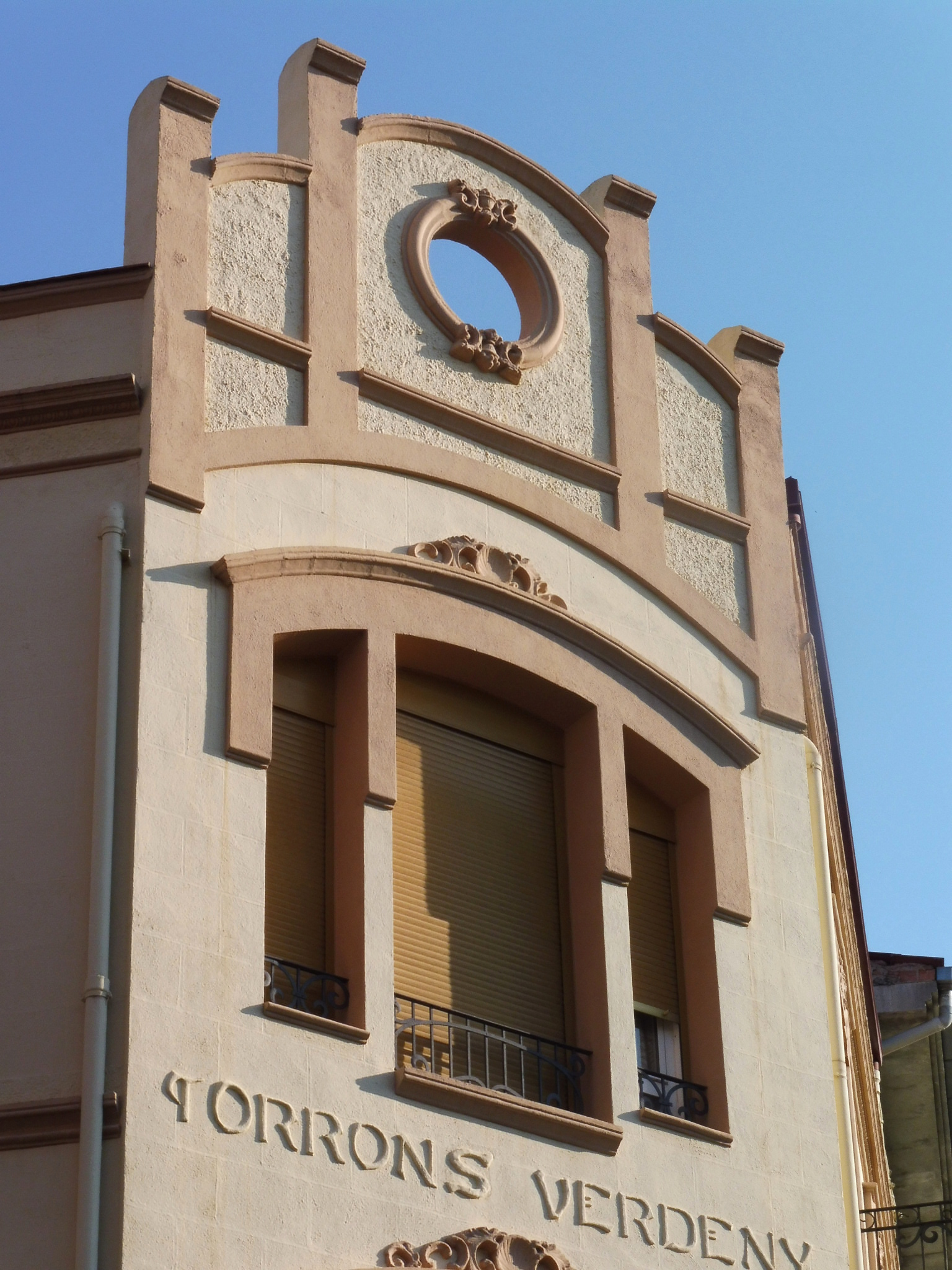
El xamfrà

La façana presenta una composició simètrica, amb influències d'estil secessionista, a partir de totes les seves obertures en forma de finestres balconeres amb barana de ferro.
Destaquen les obertures de la línia del xamfrà, emfatitzades amb trencaaigües i faixes geometritzants i decoració vegetal, així com l'element esglaonat que culmina la façana, que funciona com a barana de la terrassa. Se situa aquí també, la inscripció "Torrons Verdeny", que fou modificada per "Turron Verdeny" durant el Franquisme.

## Història
Hi ha una inscripció: "TORRONY VERDENY", escapçada a l'època franquista i modificada per "TURRON" VERDENY.
En el 1912 es realitzaren la construcció d'obres coetànies pel mateix constructor.